# Tarawai
Tarawai, auch Tendanye, Tendanje, Tarawa und früher Bertrandinsel genannt, ist eine Insel in der Bismarck-See, gelegen 19 km vor der Nordostküste der Insel Neuguinea in Höhe des Küstenorts Dagua. Etwa 500 m südöstlich liegt die größere Nachbarinsel Walis.
Die dicht bewaldete und nur dünn besiedelte Insel Tarawai gehört zur Provinz East Sepik von Papua-Neuguinea.